# Ermità

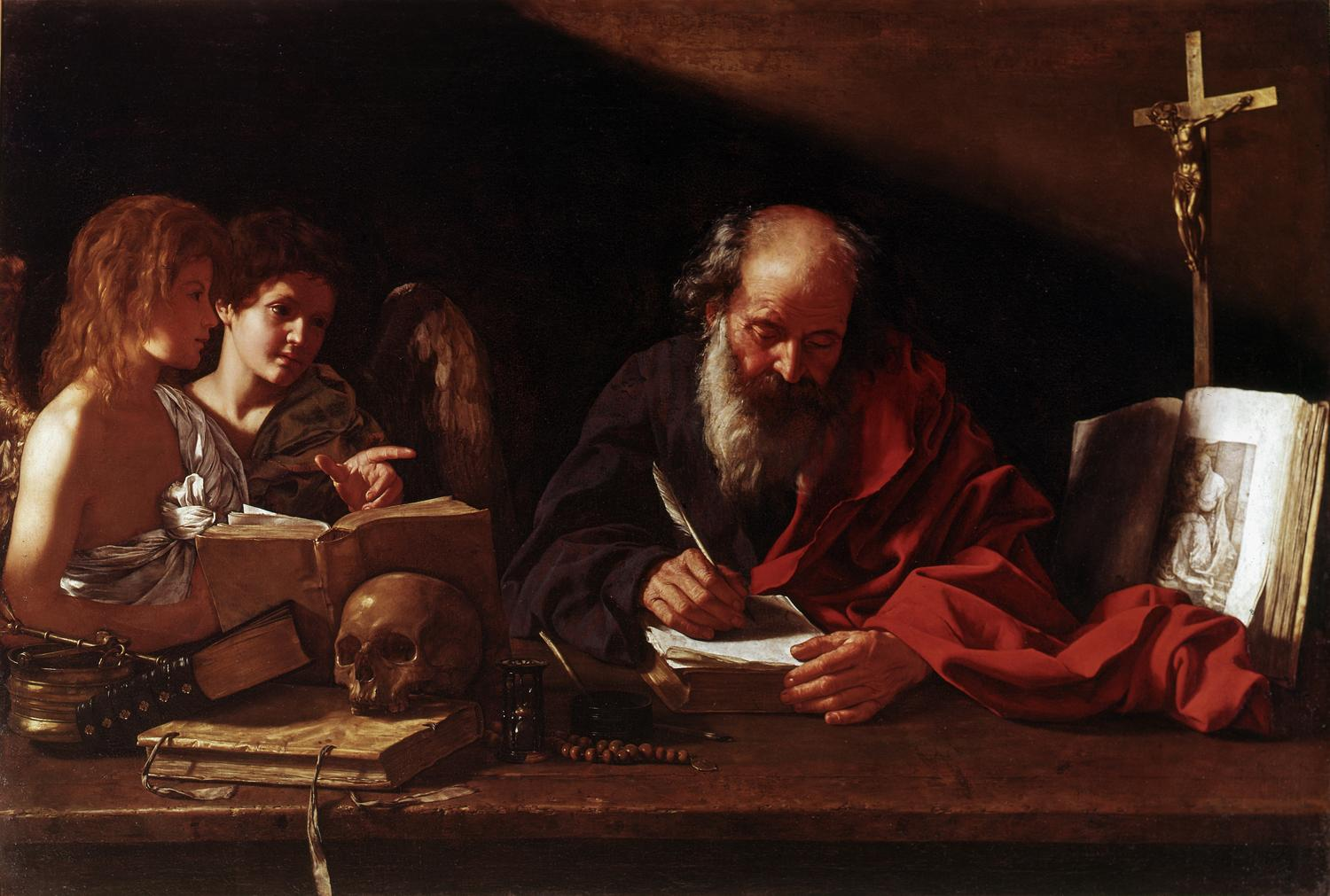
Sant Jeroni, que vivia com a ermità prop de Betlem, representat al seu estudi treballant al costat de dos àngels (Cavarozzi, principis del segle XVII)

Un ermità, també conegut com a eremita, és una persona que, per motius ascètics, viu en reclusió. L'eremitisme juga un paper en diverses religions.

## Descripció
En el cristianisme, el terme s'aplica a un cristià que viu la vida eremítica a partir d'una convicció religiosa, és a dir, seguint els principis de la teologia del desert de l'Antic Testament; per exemple, estar al desert 40 anys per provocar un canvi de cor.
En la tradició cristiana, la vida eremítica és una forma primerenca de vida monàstica que va precedir la vida monàstica al cenobi. Al capítol 1, la Regla de Sant Benet distingeix quatre tipus de monjos. A l'Església catòlica romana, a més dels ermitans que són membres d'instituts religiosos, el dret canònic (cànon 603) reconeix també els ermitans diocesans sota la direcció del seu bisbe com a membres de la vida consagrada. El mateix passa en moltes parts de la Comunió Anglicana, inclosa l'Església Episcopal dels Estats Units.
Sovint, tant en la literatura religiosa com en la secular, el terme "ermità" s'utilitza de manera lliure per a qualsevol cristià que viu una vida aïllada centrada en l'oració. Els anacoretes són un tipus d'ermitans que han fet un vot per viure en soledat, han de passar per un ritu de consagració i tenen més autonomia. Hi ha altres religions, com ara el budisme, l'hinduisme, l'islam (sufisme) i el taoisme, que també ofereixen exemples de persones amb conviccions religioses que viuen una forma de vida ascètica solitària.

## Etimologia
La paraula ermità prové del llatí ĕrēmīta, la llatinització del grec ἐρημίτης (erēmitēs), "del desert", que al seu torn prové de ἔρημος (erēmos), que significa "desert", "deshabitat", per tant, "habitant del desert"; adjectiu: "eremitic".

## Història

### Tradició

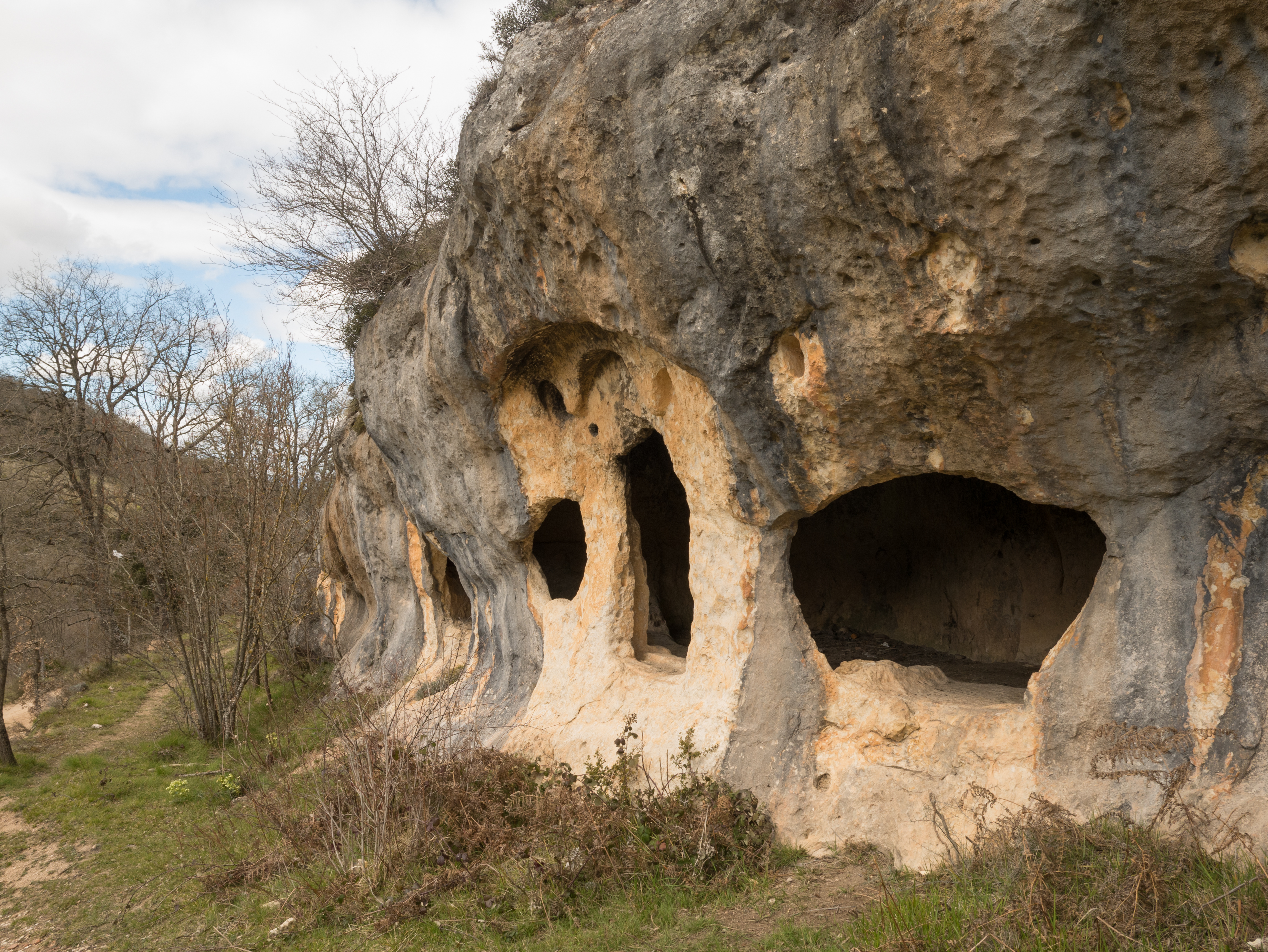
Cova eremítica de Guztarrariana al País Basc.

En la tradició cristiana comuna, el primer ermità cristià conegut a Egipte va ser Pau l'Ermità ( fl. segle III). Antoni Abat (segle IV), sovint conegut com "Antoni el Gran", és potser el més famós de tots els primers ermitans cristians a causa de la biografia d'Atanasi d'Alexandria. Un antecedent de l'eremitisme egipci podria haver estat el solitari sirià o "fill de l'aliança" (arameu bar qəyāmā) que va descidir viure amb una disciplina especial com a cristià.
Els ermitans cristians del passat han viscut sovint en cel·les o ermites aïllades, siguin una cova natural o un habitatge construït, situats al desert o al bosc. La gent de vegades els buscava per a rebre consells principalment espirituals, tot i que no exclusivament.
A l'època medieval, els ermitans també es trobaven dins o prop de ciutats on es podien guanyar la vida com a porters o ferris. Al segle x, Grimlaicus va redactar una regla per als ermitans que vivien en una comunitat monàstica. Al segle XI, la vida de l'ermità va guanyar el reconeixement com un camí legítim i independent de la salvació. Molts ermitans d'aquell segle i el següent van passar a ser considerats com a sants. Des de l'Edat Mitjana i fins a l'època moderna, el monaquisme eremític també s'ha practicat en el context dels instituts religiosos de l'Occident cristià.
A l'Església catòlica, els cartoixans i els camaldolesos disposen els seus monestirs com a grups d'ermites on els monjos viuen la major part del seu dia i de la seva vida en pregària i treball solitaris. Es reuneixen només breument per a la pregària comunal i només ocasionalment per als àpats i l'esbarjo comunitaris. Els ordes cistercencs, trapencs i carmelites, de caràcter essencialment comunitari, permeten als membres que senten una crida a la vida eremítica, després d'anys vivint al cenobi o comunitat del monestir, traslladar-se a una cel·la apta com a ermita del monestir. També han estat molts els ermitans que van escollir aquesta vocació com a alternativa a altres formes de vida monàstica.

### Ancoretes
El terme "ancoreta" (del grec ἀναχωρέω anachōreō, que significa "retirat", "sortir al país fora de la ciutat circumval·lada") s'utilitza sovint com a sinònim d'ermità, no només a les primeres fonts escrites sinó al llarg dels segles. No obstant això, la vida anacorètica, tot i que semblant a la vida eremítica, també pot ser diferent. Els anacoretes vivien la vida religiosa en la solitud d'un "anacoratge", generalment una petita cabana o "cel·la", típicament construïda al costat d'una església. La porta acostumava a ser tapiada en una cerimònia especial realitzada pel bisbe local després que l'anacoreta s'hagués traslladat. Sobreviuen esglésies medievals que tenen una minúscula finestra construïda a la paret compartida prop del santuari per permetre a l'anacoreta participar en la litúrgia escoltant el servei i rebre l'Eucaristia. Una altra finestra donava al carrer o al cementiri, permetent als veïns que els lliuressin menjar i altres productes de primera necessitat. Els visitants que demanen l'assessorament de l'anacoreta també poden utilitzar aquesta finestra per consultar-los.